# Chauvetia lineolata
Chauvetia lineolata is een slakkensoort uit de familie van de Buccinidae. De wetenschappelijke naam van de soort is voor het eerst geldig gepubliceerd in 1868 door Tiberi.